# Enkelbensleddjur
Enkelbensleddjur (Uniramia) var i äldre teorier en understam bland leddjuren. Den indelades i klasserna:
- Insekter
- Mångfotingar

Begreppet är nu övergivet. Det baserades på att extremiteterna hos insekter och mångfotingar är ogrenade (uniramia = en gren) till skillnad från kräftdjurens Y-formiga extremiteter. Insekter och mångfotingar andas också båda med trakéer, och kallas ibland trakédjur, Tracheata. Ingen av dessa karaktärer anses nu som en synapomorfi. Se diskussion under Pancrustacea.